# Жулева, Екатерина Николаевна
Екатерина Николаевна Жулева (30 августа (11 сентября) 1830—29 июня (12 июля) 1905) — русская драматическая актриса.

## Биография
Окончила Санкт-Петербургское театральное училище (1847 или 1849?).
Одна из первых её ролей — Лиза («Горе от ума», сезон 1847—1848). Как драматическая актриса Жулева выделилась исполнением роли Офелии (сезон 1849—1850); играла в мелодрамах: Амалия («30 лет, или Жизнь игрока» Дюканжа), Эсмеральда («Эсмеральда, или Четыре рода любви» по Гюго, сезон 1851—1852). Е. Н. Жулева обладала хорошим голосом (сопрано) и уже к 1851 году она стала одной из ведущих водевильных актрис петербургской сцены: Габриэль («Девушка-гусар» Кони), юнкер Лелев («Гусарская стоянка, или Плата тою же монетою» Орлова) и др.; с большим успехом выступала в опере «Андорская долина» Галеви (сезон 1851—1852).
В сезоне 1855—1856 гг. она играла роли Дарьи Васильевны («Провинциалка» Тургенева) и Донны Анны («Каменный гость» Пушкина). Дарование Жулевой наиболее полно проявилось с переходом в 1860-х годах на роли «гранд-дам», пожилых светских женщин, благородных матерей. Она мастерски раскрывала внутреннюю сущность образа. Среди её ролей — Турусина («На всякого мудреца довольно простоты», 1868), Царица Марфа («Дмитрий Самозванец и Василий Шуйский» Островского, 1872), Чебоксарова («Бешеные деньги», 1876), Хлёстова («Горе от ума», 1880), Анна Андреевна («Ревизор», 1881), Мурзавецкая («Волки и овцы», 1895), Гурмыжская («Лес», 1896).
25 ноября 1895 года в связи с 50-летием сценической деятельности Жулева получила звание «Заслуженной артистки Императорских театров».
Скончалась 29 июня (12 июля) 1905 года в возрасте 74-х лет. Похоронена в Санкт-Петербурге на Новодевичьем кладбище.